# Tyree Glenn
Pour les articles homonymes, voir Glenn.
Tyree Glenn est un tromboniste et vibraphoniste américain de jazz.

## Carrière musicale
À la fin des années 1920, Tyree Glenn joue dans des groupes locaux au Texas et en Virginie puis rejoint la Côte Ouest au début des années 1930 jouant avec plusieurs musiciens ou groupes tels que Tommy Myles (1934-1936), Charlie Echols (1936) à Los Angeles ou encore Eddie Barefield (1937-38),. Après une brève collaboration avec la chanteuse Ethel Waters, le big band de Benny Carter au Harlem Savoy en 1939 ainsi qu'avec Lionel Hampton au Paradise Nightclub (Los Angeles), il joue plusieurs années dans l'orchestre de Cab Calloway (1939-1946). En 1946, il fait une tournée en Europe durant près d'un an avec le groupe de Don Redman en compagnie du saxophoniste Don Byas. Lorsqu'il rentre en Amérique, il est engagé par Duke Ellington avec qui il collabore à de nombreuses reprises entre 1947 et 1951. Venu remplacer Lawrence Brown, il s'adapte sans aucune difficulté à l'orchestre et se fait davantage remarquer au trombone par son style wah-wah et en jouant occasionnellement au vibraphone, puis il quitte l'ensemble ellingtonien à Chicago au printemps 1951.
Au début des années 1950 il effectue à New York des enregistrements en studio pour les stations de radio et de télévision et réalise plusieurs enregistrements pour le label Roulette. À la fin des années 1950 il mène son propre quartette, ainsi qu'un quintette à New York avec le trompettiste Shorty Baker. À partir de 1965, il rejoint le trompettiste Louis Armstrong avec qui il joue à la fois au trombone et au vibraphone et se fait remarquer par son jeu en solo. À la suite de la mort d'Armstrong en 1971, Glenn mène son propre groupe jusqu'en février 1974. Il meurt au mois de mai, six jours avant Duke Ellington.

## Discographie
En leader
| Enregistrement | Nom de l'album                | Label. Notes.                                  |
| -------------- | ----------------------------- | ---------------------------------------------- |
| 1957           | At the Embers                 | Roulette Records. Avec le pianiste Hank Jones. |
| 1958           | Tyree Glenn at the Roundtable | Roulette Records.                              |
| 1962           | The Trombone Artistry         | Roulette Records.                              |